# Заозёрный хребет
Заозёрный хребет — горный хребет на Южном Урале, в Челябинской области. Включает в себя отдельно стоящую Варганову гору. До начала 1990-х годов входил в туристские маршруты союзного и российского значения.

## Топонимика
Для местных жителей (посёлка Тургояк) хребет находится за озером Тургояк, отчего и возникло название — Заозёрный.

## Описание
Заозёрный хребет находится между массивом Ильменских гор и хребтом Уралтау, в 3 км западнее озера Тургояк, которое охватывает дугой с его юго-западной — северо-западной стороны. Наибольшая высота собственно хребта — Заозёрная гора (683 м). Частью хребта считается отдельно стоящая Варганова гора (763 м).
Преобладающие породы — гранит и гранодиорит.
На гребне хребта — высокая скальная гряда, которая, местами прерываясь, простирается на километр. С восточной стороны скалы обрывисты, с западной — пологие. Самые живописные скальные останцы называются Самовары.
У западного подножия хребта протекает река Куштумга. Заозёрный хребет покрыт смешанным лесом.
По гребню хребта проходит туристическая тропа, до начала 1990-х годов входившая во всесоюзный маршрут № 55. С неё открывается панорамный вид на озеро Тургояк, на полуостров Веры, на Ильменские горы, посёлок Тургояк, Машгородок, Таловские хребты, Уральский хребет, Ицыл и Таганай.

## Галерея

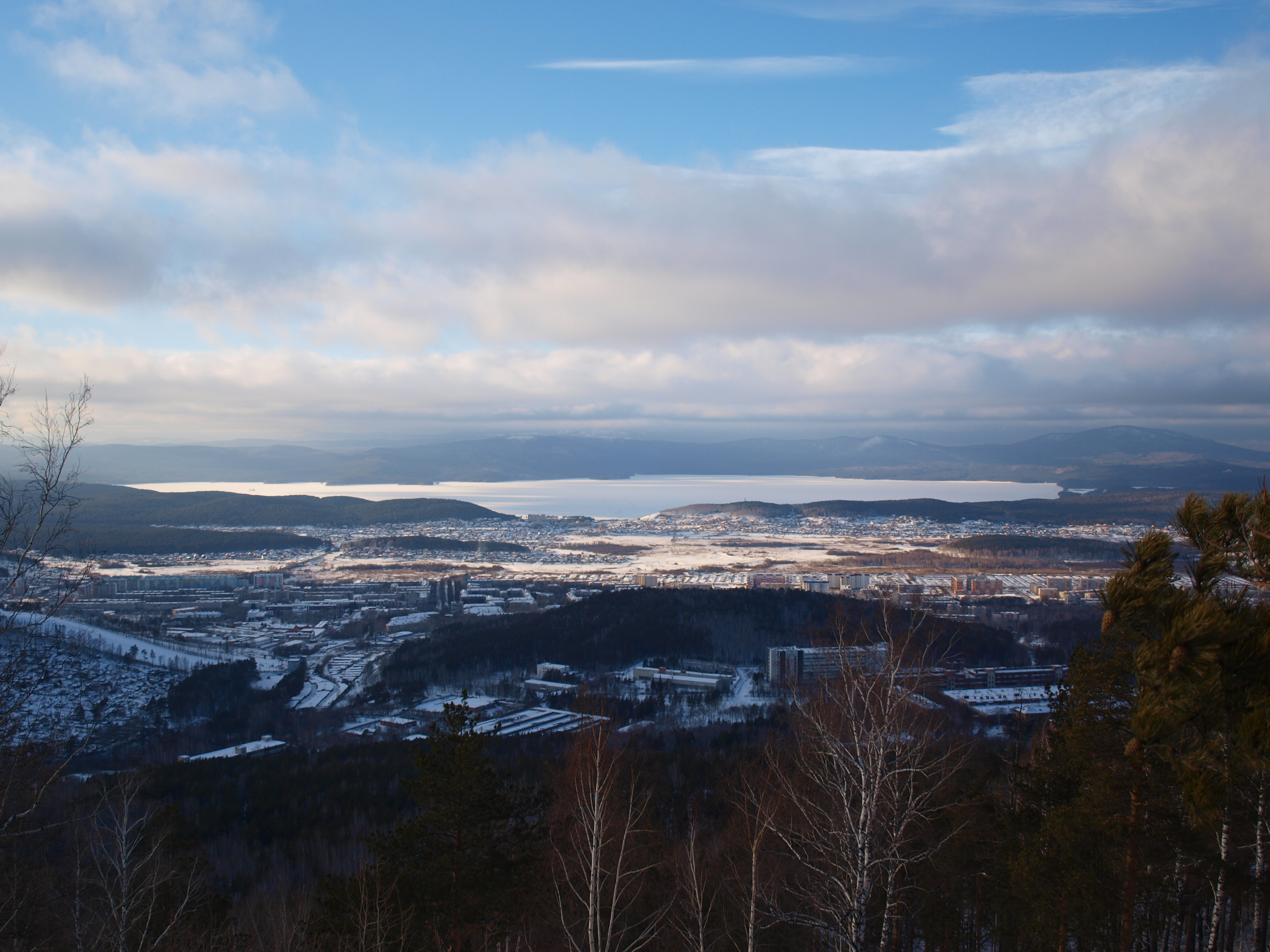
Вид на Машгородок, посёлок Тургояк, озеро Тургояк и Заозёрный хребет с Центрального Ильменского хребта
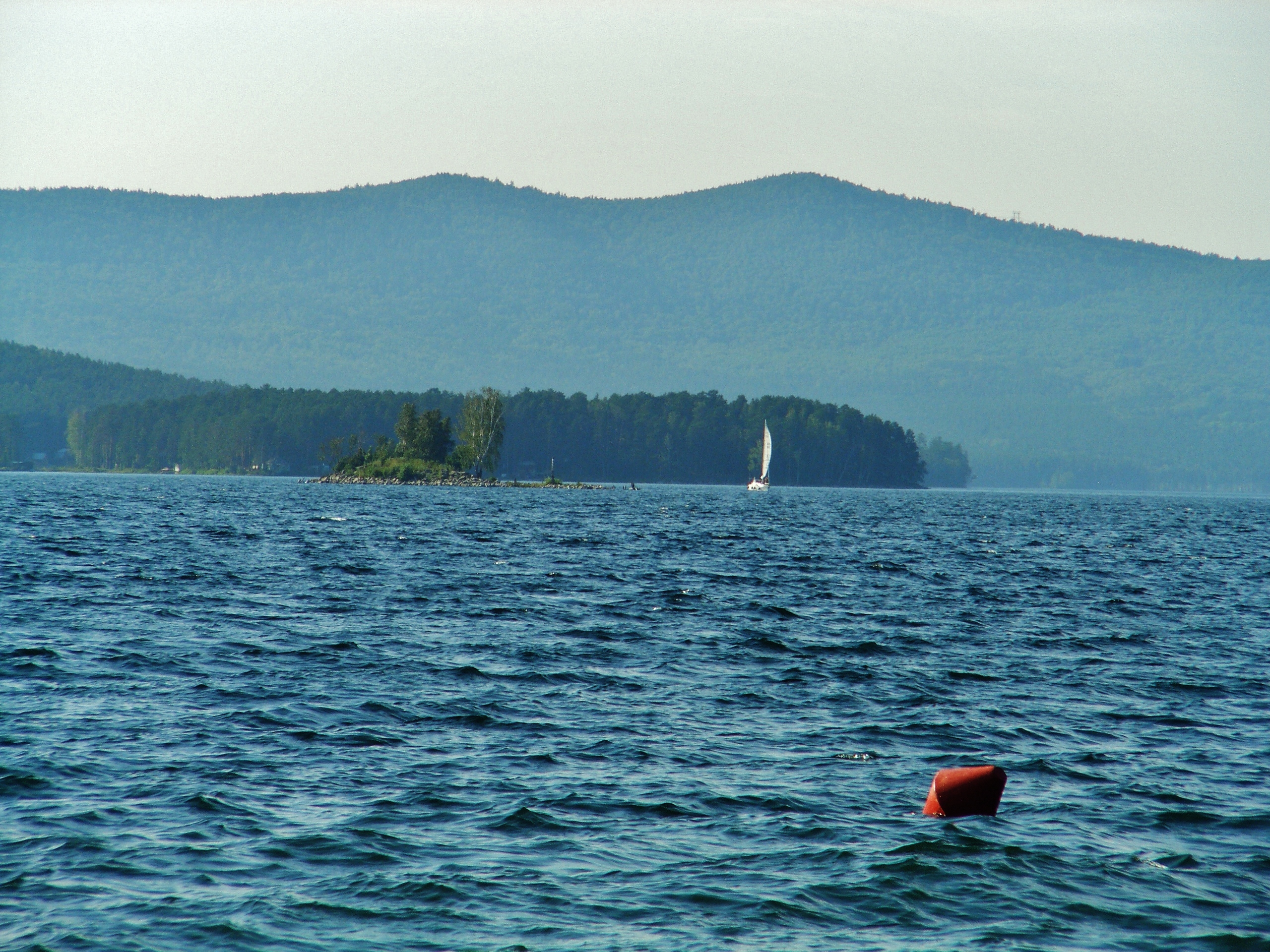
Вид на Заозёрную гору с озера Тургояк
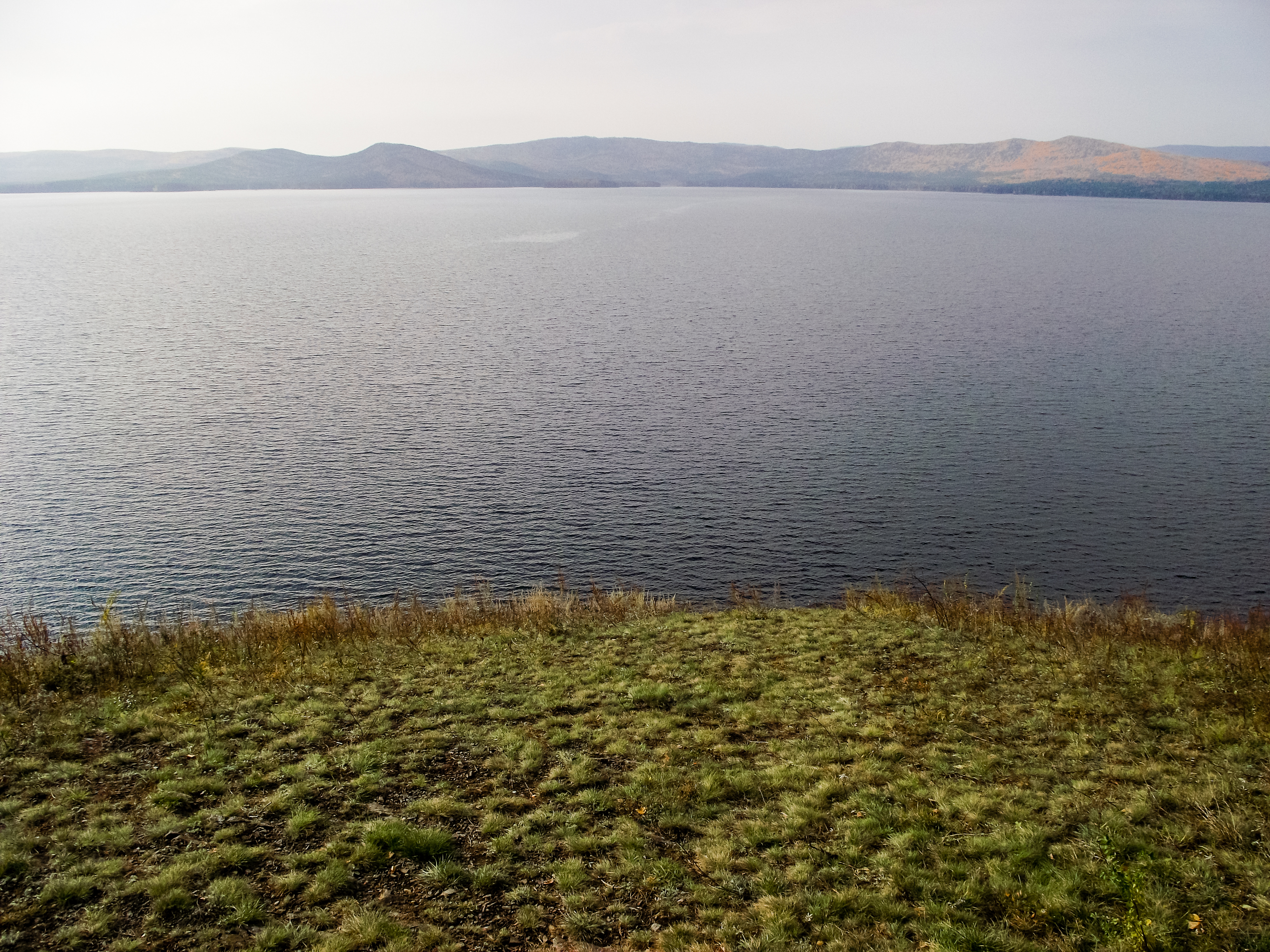
Вид на Заозёрный хребет со скал Крутики
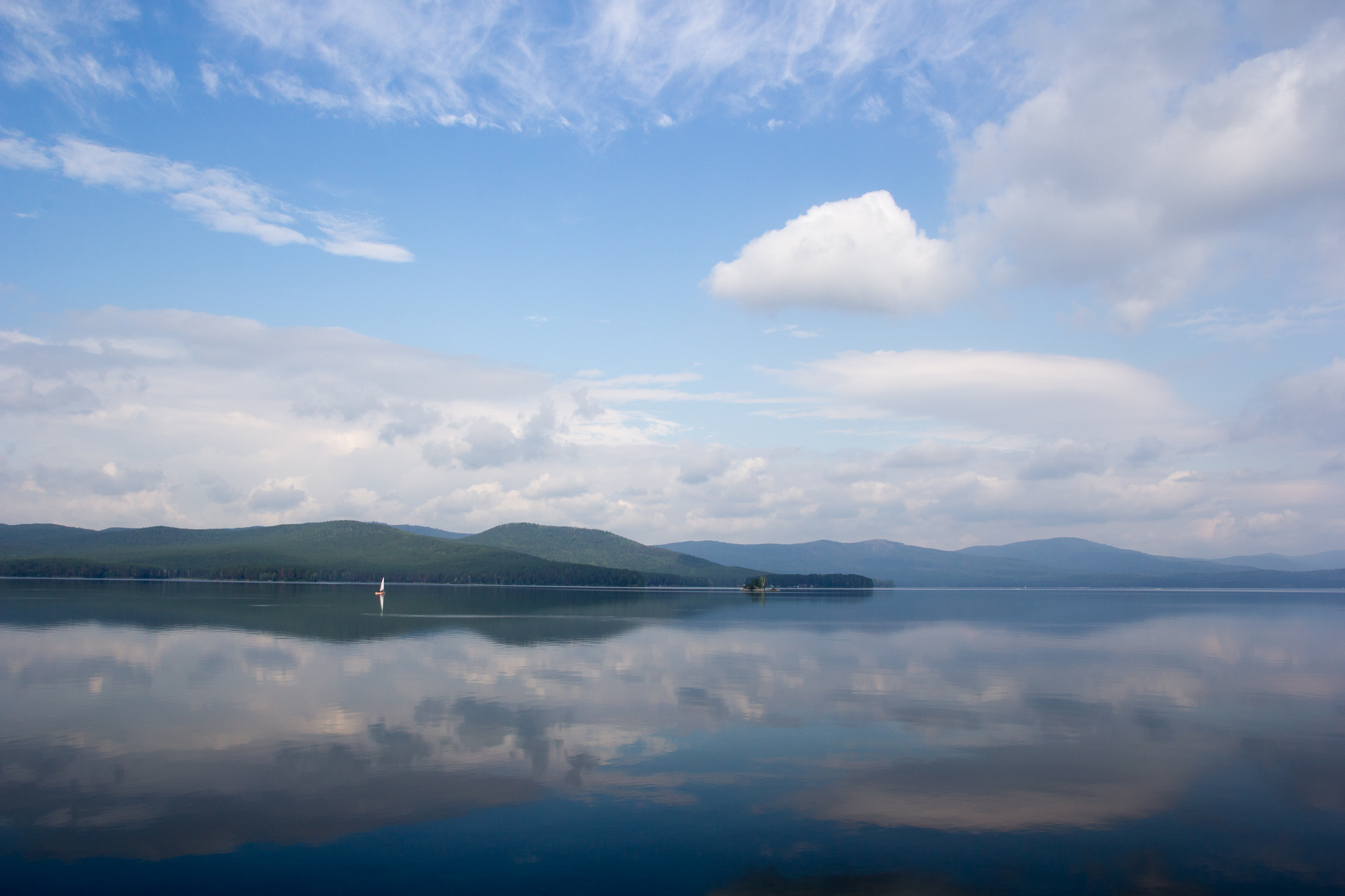
Вид на Варганову гору и Заозёрный хребет с озера Тургояк
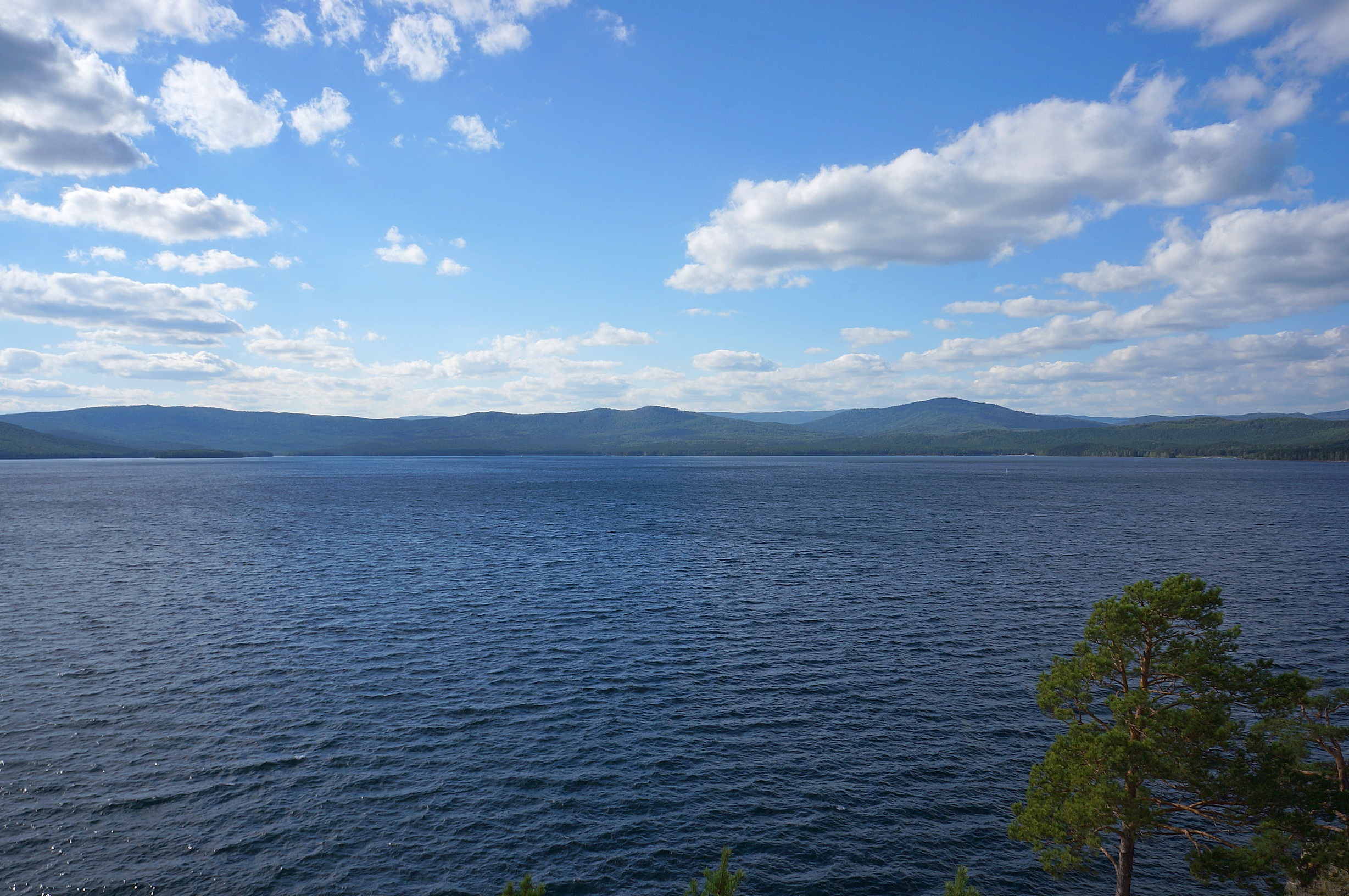
Вид на Варганову гору и Заозёрный хребет с Крутиков
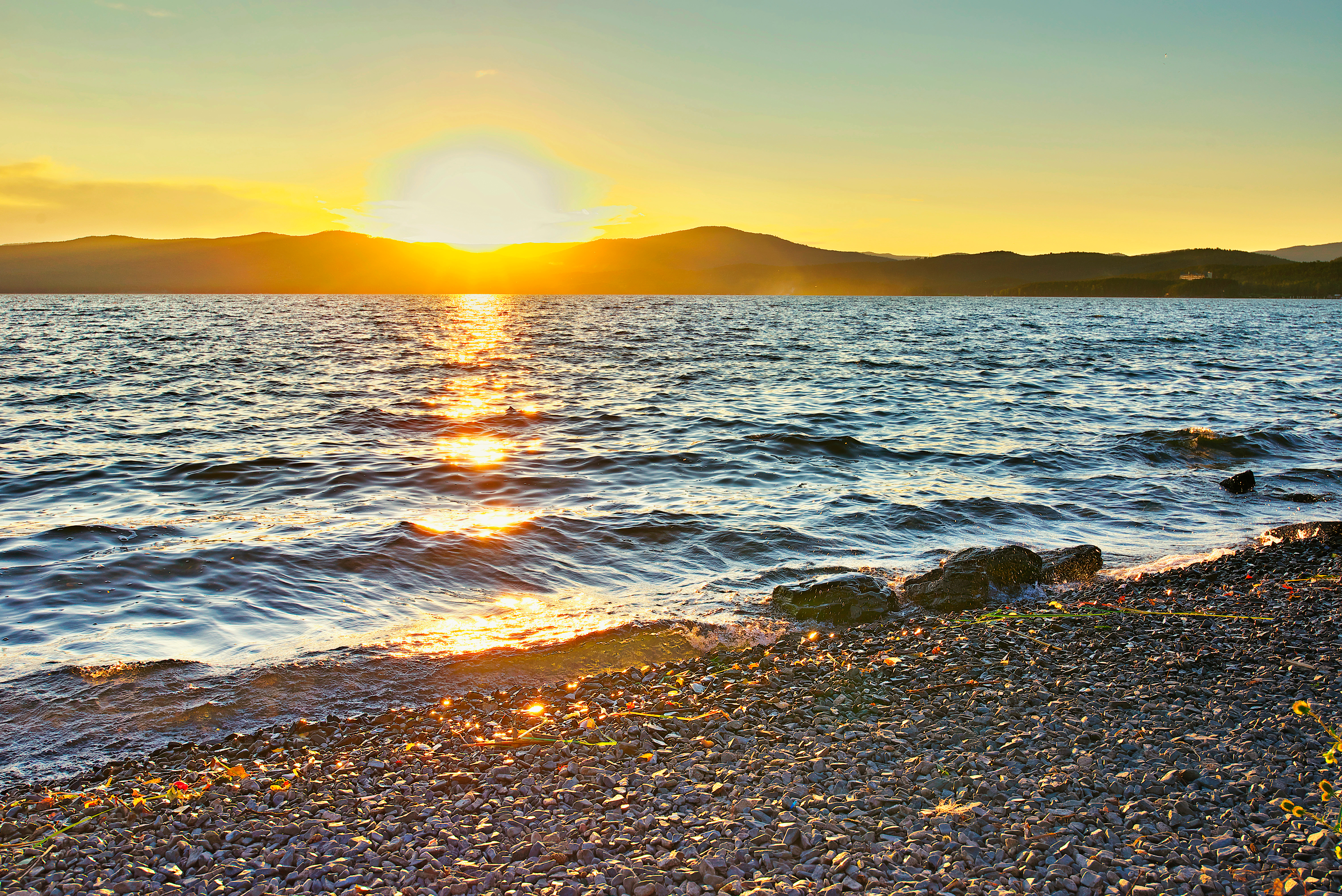
Закат над Варгановой горой и Заозёрным хребтом
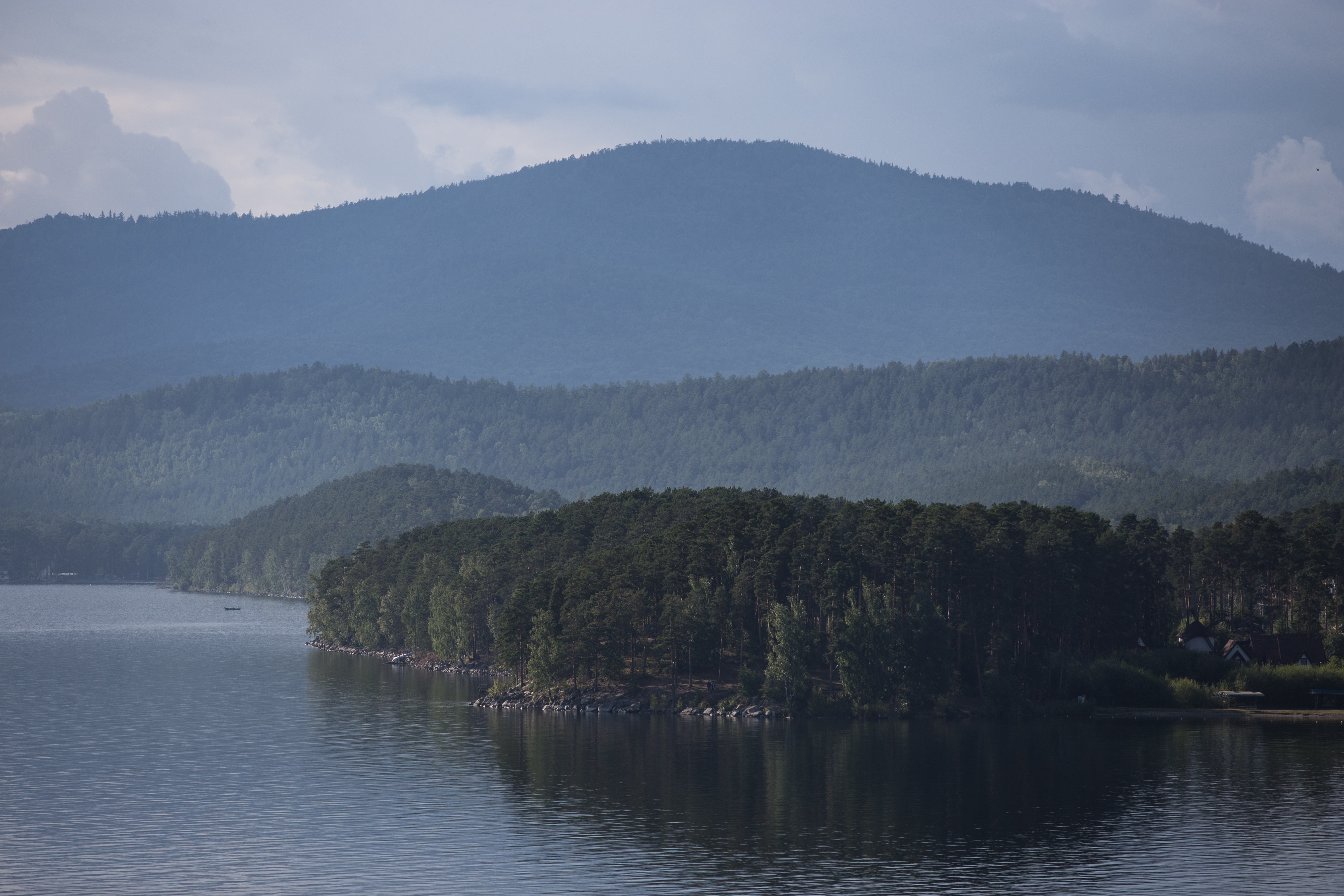
Варганова гора
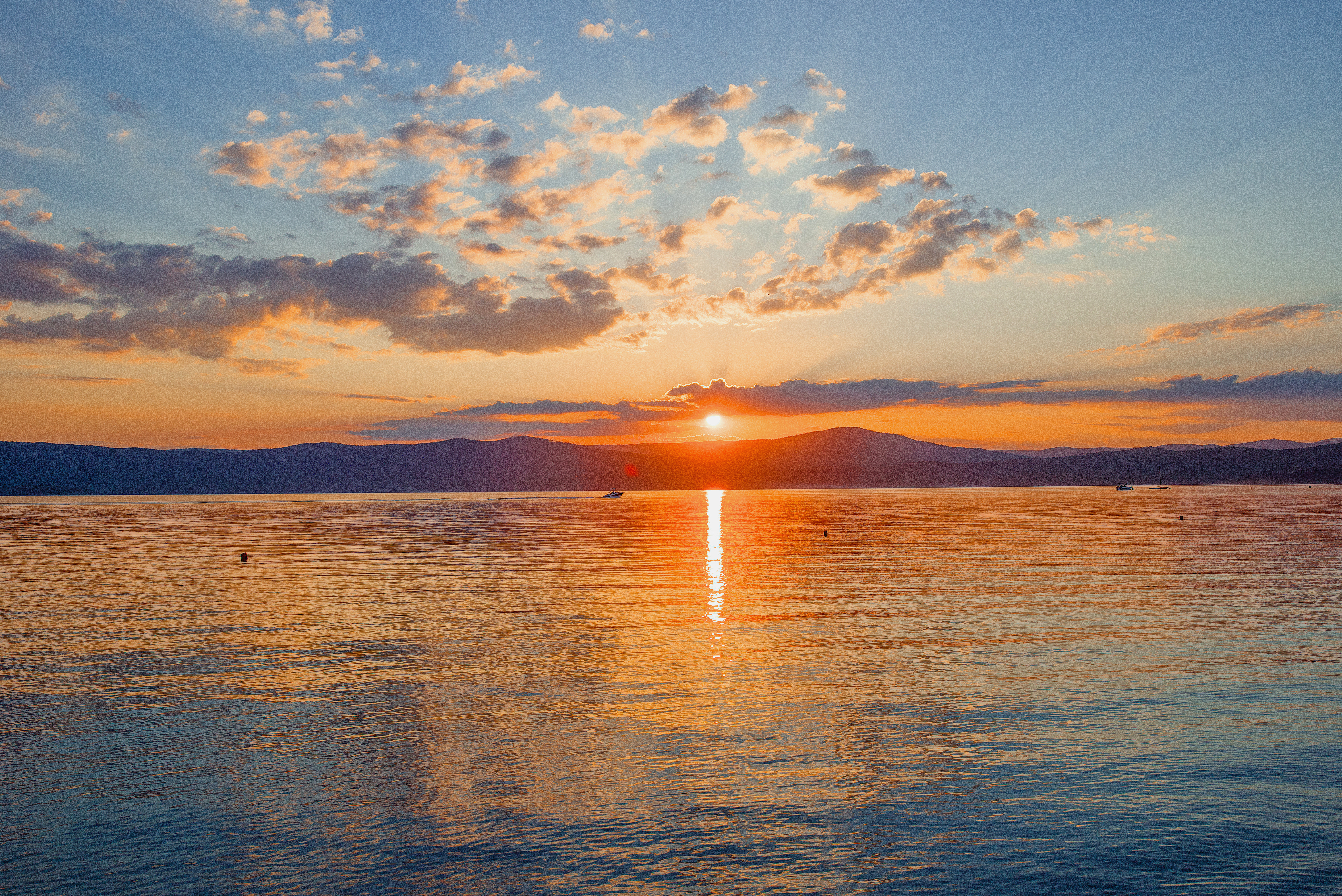
Закат над Заозёрным хребтом